# Маджинов, Руслан Муратович
Руслан (Русланбек) Муратович Маджинов (р.22 сентября 1971) — киргизский борец вольного стиля, призёр чемпионата Азии.

## Биография
Родился в 1971 году в кыргызской семье, в селе Кара-Жыгач (под Фрунзе), там и занялся вольной борьбой. На чемпионате мира 1994 года занял 11-е место. В 1995 году завоевал серебряную медаль Центральноазиатских игр. В 1998 году занял 4-е место на чемпионате мира. В 1999 году завоевал серебряную медаль чемпионата Азии.
По завершении спортивной карьеры стал работать в столичной СДЮСШОР по спортивной борьбе. Во время поездки со сборной Кыргызстана в США на турнир Дэвида Шульца получил предложение от Университета Вашингтона и остался там работать. Под руководством Руслана Маджинова сборная университета поднялась в борцовском рейтинге США с 97-го места на 1-е, после чего он стал получать выгодные предложения и перешёл работать в Пенсильванский университет, а затем в профессиональный борцовский клуб «Apache Wrestling Club» в Филадельфии.
В конце 2012 года Руслан Маджинов вернулся на родину, где был избран главным тренером сборной Кыргызстана по вольной борьбе.